# Westdeutscher Pokal 1973/74
Der Westdeutsche Pokal 1973/74 war die 24. und letzte Austragung des vom Fußballverband Nordrhein-Westfalen (WFV) ausgerichteten Pokalwettbewerbs, der als Qualifikation für den DFB-Pokal diente. Arminia Bielefeld gewann den Pokal durch einen 2:1-Finalsieg über Borussia Dortmund zum zweiten Mal nach 1966. Für den DFB-Pokal 1973/74 qualifizierten sich die Halbfinalisten des Westdeutschen Pokals, neben Bielefeld und Dortmund waren dies Alemannia Aachen und die SG Wattenscheid 09.
Die neun nordrhein-westfälischen Bundesligisten, namentlich VfL Bochum, Fortuna Düsseldorf, MSV Duisburg, Rot-Weiss Essen, 1. FC Köln, Borussia Mönchengladbach, Rot-Weiß Oberhausen, FC Schalke 04 und Wuppertaler SV, waren nicht zur Teilnahme am Westdeutschen Pokal 1973 berechtigt und automatisch für den DFB-Pokal qualifiziert. Mit Einführung der 2. Bundesliga zur folgenden Saison 1974/75 waren die Mannschaften der ersten beiden Ligen automatisch am DFB-Pokal teilnahmeberechtigt, während die Amateurvertreter über die Verbandspokale ausgespielt wurden.

## Wettbewerb

### Erste Runde
| Datum      |                               | Ergebnis  |                                   |
| ---------- | ----------------------------- | --------- | --------------------------------- |
| 22.07.1973 | Eintracht Duisburg            | 0:3       | Rot-Weiß Oberhausen               |
| 22.07.1973 | TuRa Hennef                   | 0:1       | VfL Gummersbach                   |
| 22.07.1973 | SV Union Rösrath              | 3:1       | TuS Lindlar                       |
| 22.07.1973 | VfR Tüddern                   | 1:2       | VfL Übach-Boscheln                |
| 22.07.1973 | Westwacht Aachen              | 5:0       | Borussia Brand                    |
| 22.07.1973 | Rot-Weiß Oberhausen Am.       | 2:3       | Viktoria Arnoldsweiler            |
| 22.07.1973 | SC Leichlingen                | 1:6       | VfL Benrath                       |
| 22.07.1973 | VfB 06 Langenfeld             | 1:0       | Rheydter SV                       |
| 22.07.1973 | RSV Meerbeck                  | 2:7       | Bayer 05 Uerdingen                |
| 22.07.1973 | VfB Lohberg                   | 3:2       | 1. FC Mülheim                     |
| 22.07.1973 | Weseler SV                    | 2:0       | VfB Rheingold Emmerich            |
| 22.07.1973 | Sportfreunde Katernberg       | 0:3       | Schwarz-Weiß Essen                |
| 22.07.1973 | BTLV Rheinland 06             | 1:2       | Union Frintrop                    |
| 22.07.1973 | 1. FC Paderborn               | 1:0       | SVA Gütersloh                     |
| 22.07.1973 | VfL Schlangen                 | 1:2       | Rot-Weiß Lüdenscheid              |
| 22.07.1973 | Hombrucher FV 09              | 0:4       | Borussia Dortmund                 |
| 22.07.1973 | Blau Weiß Post Recklinghausen | 0:0 n. V. | RSV Holthausen                    |
| 22.07.1973 | Arminia Ickern                | 2:1       | TSV Marl-Hüls                     |
| 22.07.1973 | TuS Iserlohn                  | 1:1 n. V. | SG Wattenscheid 09                |
| 22.07.1973 | Warendorfer SU                | 2:4       | SpVgg Erkenschwick                |
| 22.07.1973 | TSV Freier Grund              | 1:2       | Sportfreunde Siegen               |
| 22.07.1973 | SV Welver                     | 2:0       | VfB 03 Bielefeld                  |
| 21.07.1973 | Ahlener SV                    | 1:2       | Arminia Bielefeld                 |
| 22.07.1973 | SSV Hagen                     | 0:2       | Westfalia Herne                   |
| 22.07.1973 | SV Eintracht Heessen          | 2:0       | Lüner SV                          |
| 22.07.1973 | SpVg Olpe                     | 0:3       | STV Eintracht Gelsenkirchen-Horst |
| 22.07.1973 | SC Verl                       | 0:3       | Preußen Münster                   |
| 22.07.1973 | Rhenania Rothe Erde           | 0:2       | Alemannia Aachen                  |

Wiederholungsspiele
| Datum      |                    | Ergebnis              |                               |
| ---------- | ------------------ | --------------------- | ----------------------------- |
| 00.00.1973 | SG Wattenscheid 09 | 4:0                   | TuS Iserlohn                  |
| 00.00.1973 | RSV Holthausen     | 0:0 n. V. (6:5 i. E.) | Blau Weiß Post Recklinghausen |

### Zweite Runde
| Datum      |                        | Ergebnis  |                                   |
| ---------- | ---------------------- | --------- | --------------------------------- |
| 29.07.1973 | 1. FC Paderborn        | 0:3       | Borussia Dortmund                 |
| 28.07.1973 | VfL Gummersbach        | 2:6       | Alemannia Aachen                  |
| 29.07.1973 | VfL Benrath            | 0:9       | Bayer 05 Uerdingen                |
| 29.07.1973 | Arminia Ickern         | 0:2       | Rot-Weiß Oberhausen               |
| 29.07.1973 | Sportfreunde Siegen    | 3:1       | STV Eintracht Gelsenkirchen-Horst |
| 29.07.1973 | Preußen Münster        | 0:1       | SpVgg Erkenschwick                |
| 29.07.1973 | Union Frintrop         | 2:1 n. V. | Schwarz-Weiß Essen                |
| 29.07.1973 | VfL Übach-Boscheln     | 2:5       | Bayer 04 Leverkusen               |
| 29.07.1973 | SV Union Rösrath       | 2:1       | TSC Euskirchen                    |
| 29.07.1973 | Viktoria Arnoldsweiler | 2:3       | Westwacht Aachen                  |
| 29.07.1973 | VfB 06 Langenfeld      | 1:2       | Bayer 05 Uerdingen Am.            |
| 29.07.1973 | Weseler SV             | 0:1       | VfB Lohberg                       |
| 29.07.1973 | SV Welver              | 0:2       | DJK Gütersloh                     |
| 29.07.1973 | SV Eintracht Heessen   | 1:2       | Arminia Bielefeld                 |
| 29.07.1973 | Rot-Weiß Lüdenscheid   | 0:7       | SG Wattenscheid 09                |
| 29.07.1973 | RSV Holthausen         | 1:3       | Westfalia Herne                   |

### Dritte Runde
| Datum      |                        | Ergebnis  |                     |
| ---------- | ---------------------- | --------- | ------------------- |
| 04.08.1973 | SV Union Rösrath       | 2:8       | Sportfreunde Siegen |
| 05.08.1973 | Westwacht Aachen       | 1:1 n. V. | Alemannia Aachen    |
| 05.08.1973 | Bayer 05 Uerdingen Am. | 0:1       | Arminia Bielefeld   |
| 04.08.1973 | VfB Lohberg            | 1:2       | Westfalia Herne     |
| 04.08.1973 | Union Frintrop         | 0:0 n. V. | Borussia Dortmund   |
| 04.08.1973 | DJK Gütersloh          | 1:1 n. V. | Bayer 05 Uerdingen  |
| 04.08.1973 | SpVgg Erkenschwick     | 0:1       | Rot-Weiß Oberhausen |
| 04.08.1973 | Bayer 04 Leverkusen    | 0:2       | SG Wattenscheid 09  |

Wiederholungsspiele
| Datum      |                    | Ergebnis |                  |
| ---------- | ------------------ | -------- | ---------------- |
| 00.00.1973 | Bayer 05 Uerdingen | 2:0      | DJK Gütersloh    |
| 00.00.1973 | Borussia Dortmund  | 3:2      | Union Frintrop   |
| 09.08.1973 | Alemannia Aachen   | 6:0      | Westwacht Aachen |

### Vierte Runde
Die Sieger der Viertrundenpartien qualifizierten sich für den DFB-Pokal 1973/74. Während Dortmund und Aachen dort bereits in der ersten Hauptrunde scheiterten, konnten Bielefeld das Achtelfinale und Wattenscheid das Viertelfinale erreichen.
| Datum      |                    | Ergebnis  |                     |
| ---------- | ------------------ | --------- | ------------------- |
| 04.09.1973 | Borussia Dortmund  | 4:2 n. V. | Westfalia Herne     |
| 05.09.1973 | Alemannia Aachen   | 3:2       | Rot-Weiß Oberhausen |
| 05.09.1973 | SG Wattenscheid 09 | 3:2       | Bayer 05 Uerdingen  |
| 05.09.1973 | Arminia Bielefeld  | 2:1       | Sportfreunde Siegen |

### Halbfinale
| Datum      |                   | Ergebnis  |                    |
| ---------- | ----------------- | --------- | ------------------ |
| 17.07.1973 | Arminia Bielefeld | 2:0       | Alemannia Aachen   |
| 00.00.1973 | Borussia Dortmund | 2:2 n. V. | SG Wattenscheid 09 |

Wiederholungsspiel
| Datum      |                    | Ergebnis |                   |
| ---------- | ------------------ | -------- | ----------------- |
| 00.00.1973 | SG Wattenscheid 09 | 0:1      | Borussia Dortmund |

### Finale
| Datum      |                   | Ergebnis |                   |
| ---------- | ----------------- | -------- | ----------------- |
| 00.00.1973 | Arminia Bielefeld | 2:1      | Borussia Dortmund |